# Niggas vs. Black People

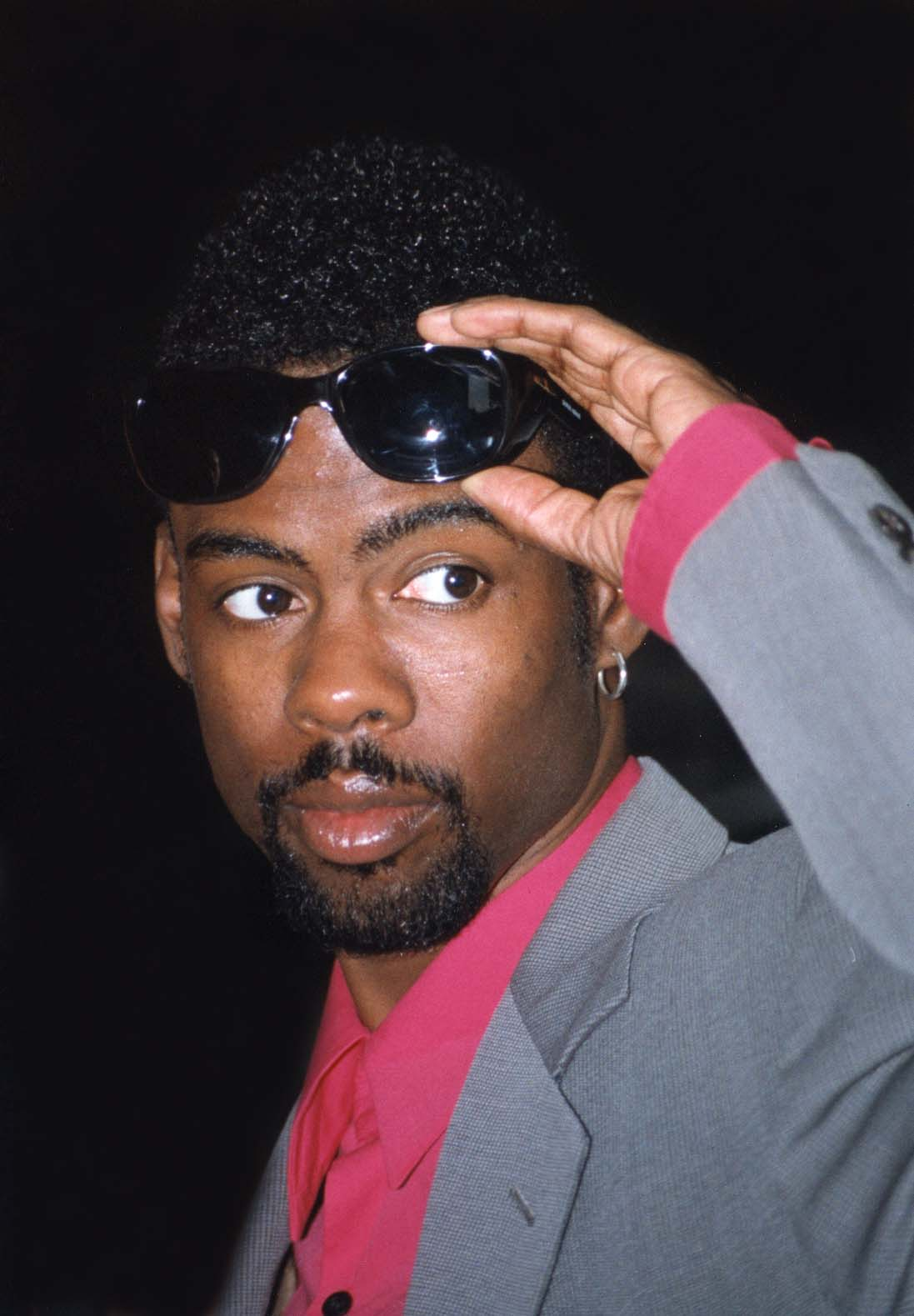
Chris Rock em 1995

"Niggas vs. Black People" é uma piada do stand-up de Chris Rock, que apareceu tanto no especial Bring the Pain da HBO em 1996 como no álbum Roll with the New de 1997, estabelecendo sua notoriedade como comediante depois que ele saiu do Saturday Night Live.
A piada é um monólogo de doze minutos sobre comportamentos na comunidade afro-americana. Ele afirma que uma imagem das pessoas negras não é puramente cultivada pela mídia e pelos estereótipos, mas também dentro da comunidade.

## História
Em uma entrevista de 2007, Rock explicou que a inspiração para a piada veio da canção "Us" inclusa no álbum Death Certificate, lançado em 1991 pela Ice Cube.
A polêmica causada pelo uso constante da palavra nigga por Rock o levou a retirar o texto de suas apresentações. Em uma entrevista de 2005 ao 60 Minutes, Rock disse: "A propósito, nunca mais fiz essa piada, nunca, e provavelmente nunca farei. Porque algumas pessoas que eram racistas pensaram que tinham licença para dizer nigga, então, acabei com essa piada".

## Impacto cultural
Barack Obama referiu-se diretamente à piada durante sua campanha para presidente dos Estados Unidos em um discurso no Dia dos Pais no dia 15 de junho de 2008, dizendo: "Chris Rock tinha uma piada. Ele disse que alguns… muitos de nossos negros são orgulhosos, se gabam de fazer coisas. Eles dizem: 'Bem, eu… eu não estou na prisão'. Bem, você não deveria estar na prisão!".
Em "Diversity Day", o segundo episódio da primeira temporada de The Office exibido pela NBC, o personagem principal Michael Scott apresenta uma versão dessa piada, que resulta em um seminário sobre respeito das diversidades raciais para o pessoal do escritório.